# 実況パワフルプロ野球 ヒーローズ
『実況パワフルプロ野球 ヒーローズ』（じっきょうパワフルプロやきゅう ひーろーず）は、2016年12月15日にコナミデジタルエンタテインメントから発売のニンテンドー3DS用野球ゲームである。

## 概要
『パワプロGB』以来2作目となる任天堂携帯ゲーム機用の『実況パワフルプロ野球』（パワプロ）シリーズであり、ニンテンドー3DS唯一のパワプロシリーズ。
PlayStation Portable用パワプロシリーズ『パワプロ サクセス・レジェンズ』同様にサクセスモードのコンテンツに特化したタイトルであり、プロ野球の球団・選手は一切登場せず、ゲーム内で登場する球場も全て架空である。またオンライン対戦と他のパワプロシリーズへの選手転送は対応されていない。
アプリ（サクセススペシャルも含む）版を除けば「実況」が付くタイトルの中では、唯一プロ野球球団と一切関与していない作品である。

## パワリーグ
『実況パワフルプロ野球12』のリーグモードに相当するモード。トレードと新規選手の途中加入などペナントモード恒例の要素を排除され、プレイできる期間も1年間になった。
アレンジモードから作成したチーム（自分以外のプレイヤーから作成したチームも使用可能）とヒーローズモード内に登場した、歴代シリーズのサクセスモードチームが使用可能。

## ヒーローズモード
本作オリジナルのモード。同年に発売された『実況パワフルプロ野球2016』の新モード「パワフェスモード」から発展された、試合がメインの育成モードである。
基本システムは前述のパワフェスモードをベースだったが、予選ラウンドから最終戦まで最大12試合を行う、それに合わせ散策イベント回数の追加から、プレイ時間は現行のサクセスモードと同等である。
本作はパワフル諸島内に開催された大会「パワフル・ベースボール・クラシック（PBC）」が舞台である。

### 登場人物
パワプロくん
主人公。（『パワプロアプリ』版）パワフル高校の野球部員。
個人エントリーとして「パワフルヒーローズ」を参加する。
矢部 明雄
パワフル高校の野球部員。主人公と共に個人エントリーとして「パワフルヒーローズ」を参加する。
今回では『パワプロ2016』のパワフェスモード同様、男・矢部明雄のイベントが存在する。
鳴海 悠斗
主人公の中学時代のライバル。「ランブルオーシャンズ」のキャプテン。
掘杉 等
古代大学の野球部員。今回のストーリーのキーパーソンの一人。
雪野 楓
古代大学の野球部員。今回のストーリーのキーパーソンのもう一人。
熱盛 宗厚
声 - 金光宣明
パワフルTVの男性アナウンサー。PBCの主催者とし同大会の実況を務める。
今回の彼のヘッドセットマイクは、『実況パワフルプロ野球2016』のパワフェスモードの「甲子園で使われていた伝説のマイク」ではなく、新たなマイクを付けるようになった（『パワプロ チャンピオンシップ2017』以降の作品も同様）。
なお、前述の通りプロ野球の球団・選手は登場しないためか、『パワプロ2010』以降作品の実況担当である堂前英男の代わりに、本作の各モードの実況担当となる。

### 登場チーム
『パワプロ2016』のパワフェスモードから大幅拡張され、『パワプロ2016』のサクセスの登場チーム含めパワフェスモードに登場しなかったチームと選手・マネージャーが多数追加し、計63チームが登場する（主人公チームとラスボスチーム除く）。
『実況パワフルプロ野球5』の登場チーム
極亜久商業高校
あかつき大附属高校
アンドロメダ学園高校 （固有選手全員は他の作品から選出）
『実況パワフルプロ野球6』の登場チーム
仏契大学
するめ大学
黒獅子重工
『実況パワフルプロ野球'99』の登場チーム
たんぽぽ製作所
ドリル電器
『実況パワフルプロ野球8』の登場チーム
ドラフ島連合チーム
『実況パワフルプロ野球9』の登場チーム
恋恋高校
『実況パワフルプロ野球10』の登場チーム
極亜久やんきーズ
レッドエンジェルス
『実況パワフルプロ野球11』の登場チーム
イレブン工科大学
『実況パワフルプロ野球12』の登場チーム
ミゾットスポーツ
河川敷ミラクルズ
『実況パワフルプロ野球13』の登場チーム
灰凶高校
帝王実業高校（チームとしては『パワプロ5』初出）
バス停前高校（チームとしては『パワプロ9』初出）
大漁水産高校
『実況パワフルプロ野球14』の登場チーム
頑張パワフルズ（チームとしては『パワプロ10』初出）
シャイニングバスターズ
『実況パワフルプロ野球15』の登場チーム
神楽坂グループ
どすこい酒造（チームとしては『パワプロ'99』初出）
『実況パワフルプロ野球ポータブル3』の登場チーム
海東学院高校
神帝学園高校
『実況パワフルプロ野球ポータブル4』の登場チーム
海東学院大学
白薔薇かしまし学園大学
『実況パワフルプロ野球2011』の登場チーム
ときめき青春高校
四神黄龍高校
『実況パワフルプロ野球2012』の登場チーム
西強大学（チームとしては『パワプロ11』初出）
『実況パワフルプロ野球2013』の登場チーム
激闘第一高校
文武高校
聖ジャスミン学園高校
ワールド高校（チームとしては『パワプロ9』初出）
くろがね商業高校
ラグナロク分校
『実況パワフルプロ野球2014』の登場チーム
壱流大学
六面大学
『パワプロアプリ』の登場チーム
パワフル高校（チームとしては『パワプロ5』初出）
瞬鋭高校
覇堂高校
北雪高校
SG高校
ブレインマッスル高校
天空中央高校
円卓高校
太平楽高校
白轟高校
大筒高校
『実況パワフルプロ野球2016』の登場チーム
パワフルスポーツ
アマゾネス
ドリームバックス
星英アスリート
ギガバイツ
イージス銀行
本作オリジナルチーム
あかつき大附属高校OB（固有選手全員は『パワプロ9』から選出）
花ざかり高校
ハッスル大学
熱風カーニバルズ
大江戸ファイヤーズ
なみはやコメディーズ
古代大学
ランブルオーシャンズ

## 音声出演
- 実況担当

金光宣明（熱盛宗厚 役）